# Ijiwaru Crazy Love
Singles de THE Possible
Kazoku e no Tegami
(2008) Shiawase no Katachi
(2009)
Ijiwaru Crazy Love (いじわる Crazy love) est le 10e single et 2e single "major" du groupe de J-pop THE Possible, sorti en 2008 dans le cadre du Nice Girl Project.

## Présentation
Le single sort le 6 août 2008 au Japon, écrit et produit par Tsunku. C'est le deuxième disque du groupe à sortir en "major" sous le label TN-mix de TNX, distribué par Pony Canyon. Il atteint la 10e place du classement de l'Oricon. Il se vend à 11 642 exemplaires la première semaine, et reste classé pendant 2 semaines pour un total de 12 196 exemplaires vendus. Il contient exceptionnellement une troisième chanson, en plus des versions instrumentales. Il sort également en édition limitée avec un DVD supplémentaire, mais sans la troisième chanson sur le CD.
La chanson-titre du disque a été utilisée comme thème musical pour une émission télévisée sur la chaine TV Tokyo, et figurera sur le premier album du groupe, Kyūkyoku no The Possible Best Number Shō 1 qui sort le mois suivant.
La chanson en "face B", Koi no Rung Rung Paradise, a été utilisée dans le jeu vidéo Nintendo Rhythm Tengoku Gold, et figurera sur la bande originale japonaise du jeu qui sort en octobre 2008 ; ce jeu est renommé Rhythm Paradise pour le marché francophone, avec une version de la chanson réenregistrée en français par d'autres artistes.
La troisième chanson, Dream More Dreams!, est interprétée par l'ensemble du Nice Girl Project! (dont THE Possible) ; elle figurera sur l'album 2 Eejanaika du groupe affilié Canary Club, et sera reprise en solo par Kanami Morozuka en 2011 sur l'album 6 Nenme Shido Kinen Mini Album 6 Nenme Start! de THE Possible.

## Liste des titres

### Édition régulière
Toutes les chansons sont écrites et composées par Tsunku.
| 1. | Ijiwaru Crazy Love (いじわる Crazy love)                               | 3:53 |
| 2. | Koi no Rung Rung Paradise (恋のRung Rung パラダイス)                   | 3:06 |
| 3. | Dream More Dreams! (interprétée par le Nice Girl Project!)             | ?    |
| 4. | Ijiwaru Crazy Love (Instrumental) (いじわる Crazy love...)             | 3:52 |
| 5. | Koi no Rung Rung Paradise (Instrumental) (恋のRung Rung パラダイス...) | 3:04 |
| 6. | Dream More Dreams! (Instrumental)                                      | ?    |

### Édition limitée
Toutes les chansons sont écrites et composées par Tsunku.
| 1. | Ijiwaru Crazy Love (いじわる Crazy love)                               | 3:53 |
| 2. | Koi no Rung Rung Paradise (恋のRung Rung パラダイス)                   | 3:06 |
| 3. | Ijiwaru Crazy Love (Instrumental) (いじわる Crazy love...)             | 3:52 |
| 4. | Koi no Rung Rung Paradise (Instrumental) (恋のRung Rung パラダイス...) | 3:04 |

| 1. | Ijiwaru Crazy Love (いじわる Crazy love)                                |  |
| 2. | Ijiwaru Crazy Love (Making Eizo) (いじわる Crazy love (メイキング映像)) |  |
| 3. | Ijiwaru Crazy Love (Captioned) (いじわる Crazy love (歌詞あり))         |  |